# Bob Szajner
Robert Martin „Bob“ Szajner (* 12. September 1938; † 9. November 2019) war ein US-amerikanischer Jazzmusiker (Piano, Komposition).

## Leben und Wirken
Szajner, der ersten Klavierunterricht durch seine Mutter erhielt, besuchte die Chadsey High School und studierte an der University of Michigan. Als Jazzpianist arbeitete er in Detroit, wo er Donald Byrd, Charles McPherson, Lonnie Hillyer, Yusef Lateef, Pepper Adams und Frank Isola begleitete, um dann für mehrere Jahre nicht als Musiker in Erscheinung zu treten. Im Oktober 1978 nahm er in einer Trio-Session mit Ray McKinney (Bass) und Roy Brooks (Schlagzeug) Material für mehrere Alben mit Eigenkompositionen auf, die unter den Titeln Jazz Opus 20/40, Sound Ideas und Afterthoughts auf dem Label Seeds & Stems erschienen; weitere Stücke folgten dann auf dem Label RMS als The Outtakes of TRIAD und The Lost Outtakes of TRIAD. 1980 nahm er das Album Loose Ends mit Ed Pickens und Frank Isola auf, Musik für den Soundtrack des Detroit Black Journal. Mit Pickens und Isola gastierte er auch auf dem Montreux Detroit Jazz Festival im Hart Plaza, Detroit. In seinen späteren Jahren nahm Szajner als Solist in Mehrspurtechnik als The Bob Szajner Digital Ensemble auf und legte noch neun weitere Alben vor, zuletzt Sounds of the South and West, das 2015 entstand. Im Bereich des Jazz war er laut Tom Lord zwischen 1978 und 2015 an 31 Aufnahmesessions beteiligt.
Laut Alex Henderson (AllMusic) ist Szajner „ein sympathischer Hardbop-/Postbop-Spieler mit einem Ansatz, der swingend und dennoch introspektiv und lyrisch ist.“

## Diskographische Hinweise
- Live at the Detroit Montreux Jazz Fest 1981 (Cadence Jazz, ed. 2009), mit Ed Pickens und Frank Isola[3]